# Деревська Олександра Аврамівна
Дере́вська Олекса́ндра Аврамівна (уроджена Семе́нова; 23 квітня (6 травня) 1902, Грозний — 22 червня 1959, Ромни, Сумська область, УРСР) — мати-героїня, яка усиновила 48 дітей.

## Біографія
Народилася в сім'ї робітника грозненських нафтових промислів Аврама Несторовича Семенова.
Закінчила 8 класів гімназії та курси медичних сестер. У роки громадянської війни в Росії доглядала за пораненими білогвардійцями у грозненському шпиталі, згодом перейшла до санітарної частини Червоної Армії.
У роки німецько-радянської війни працювала директором дитячого будинку в місті Сизрань.
По закінченні війни разом з родиною переїхала в Україну, до міста Ромни Сумської області, де й померла у 1959 році.
Починаючи з 1920-х років Олександра та Омелян Деревські всиновили 65 дітей, 48 з яких виховали до повноліття.

## Нагороди і почесні звання
Заслуги О. А. Деревської у СРСР були відзначені орденом Трудового Червоного Прапора, медаллю «За доблесну працю в роки Великої Вітчизняної війни».
Указом Президії Верховної Ради СРСР від 20 березня 1974 року їй присвоєно почесне звання «Мати-героїня» (посмертно).

## Пам'ять
До 80-річчя з дня народження матері-героїні перед Роменською школою-інтернатом імені О. А. Деревської відкрито пам'ятник (архітектор А. Сіпко, скульптор О. Миненко).
У 1996 році Міністерством зв'язку України випущено художній конверт, присвячений Олександрі Деревській із зображенням її пам'ятника.
Також її ім'ям названо одну із малих планет і вулицю в Ромнах.
У 2008 році в місті Тольятті з'явилась вулиця сім'ї Деревських.
Колишній дитячий будинок у Ромнах реорганізовано в школу-інтернат імені О.О. Деревської. Нині тут навчаються і виховуються діти-сироти та діти з малозабезпечених сімей. У школі працював музей Матері-героїні Олександри Деревської, якому було присвоєно звання «Народний музей» (Постанова колегії Управління культури Сумської облдержадміністрації №9 від 24.09.2004 р). У 2018 році музей О. А. Деревської в м. Ромни втратив звання «Народний музей» та був знятий з обліку як такий, що припинив діяльність (Наказ Управління культури Сумської обласної державної адміністрації №195-ОД від 22.12.2018 р.).
Материнському подвигу Олександри Деревської присвятили свої вірші О. Ющенко (поема «Роменська мати», вірш «Наші дві мадонни»), В. Скакун («Роменська мадонна»),  Т. Лісненко («Ти — єдина», «Вічна Деревська»), О. Шугай («Мати-яблуня») та інші.
Сумський художник П. М. Ковтун створив картину «Роменська Мадонна» (1984).

## Кінематограф
Документальний фільм «Роменська мадонна», знятий режисером А. Слюсаренком, на Міжнародному фестивалі у Лецпцизі зайняв перше місце і був удостоєний премії «Золотий голуб».
На кіностудії імені О. Довженка режисером Ю. Іллєнком у 1976 році знято художній фільм про сім'ю Деревських «Свято печеної картоплі».